# Kolno (Ermland-Mazurië)
Kolno (Duits: Groß Köllen) is een dorp in het Poolse woiwodschap Ermland-Mazurië, in het district Olsztyński. De plaats maakt deel uit van de gemeente Kolno en telt 590 inwoners.